# 무함마드 술레이만
무함마드 아흐마드 술레이만(아랍어: محمد أحمد سليمان, Mohammad Ahmed Suleiman, 1969년 11월 23일~)은 카타르의 육상 선수로 주 종목은 중거리 달리기다.

## 경력
1969년 소말리아의 부호들레에서 소말리 명문가인 파라 가라드 가문의 일원으로 태어났다. 얼마 지나지 않아 가족들과 카타르로 이주했다.
술레이만은 18세때 카타르 주니어 육상 국가대표로 발탁되었다. 같은 해에 서울에서 열린 1988년 하계 올림픽 1500m 경기에 참가했으나 준결승에서 탈락했다. 이후 술레이만은 1991년 도쿄에서 열린 1991년 세계 선수권 대회에서 9위를 했다. 1992년에 바르셀로나에서 열린 1992년 하계 올림픽에서 동메달을 획득할 때 자신의 선수 경력에서 가장 큰 성과를 거두었다. 그의 선수 경력을 통해 1500m와 마일 종목에서 여러 아시아 기록을 세웠다.
메달을 획득하지 못했지만, 1996년과 2000년 하계 올림픽때 출전 종목에서 결승에 진출했다.